# Xã Westford, Quận Martin, Minnesota
Xã Westford (tiếng Anh: Westford Township) là một xã thuộc quận Martin, tiểu bang Minnesota, Hoa Kỳ. Năm 2010, dân số của xã này là 295 người.